# Ababinili Patera
L'Ababinili Patera è una struttura geologica della superficie di Io.